# Philipotabanus plenus
Philipotabanus plenus är en tvåvingeart som först beskrevs av James Stewart Hine 1907.  Philipotabanus plenus ingår i släktet Philipotabanus och familjen bromsar. Inga underarter finns listade i Catalogue of Life.